# Презентизм
Презентизм (англ. Present — теперішній час) — напрям у методології історії XX століття (особливо в США у 20-40-х роках), яке розглядає історичну науку не як відображення об'єктивних, що мали місце в минулому явищ, а лише як вираз ідеологічних відносин сучасності. Таким чином презентизм відкидає можливість об'єктивної історичної істини.

## Поняття
Напрям набув поширення за часів глобалізації, суспільних потрясінь та криз, відколи, за висловом Ф. Артога: «день сьогоднішній у боротьбі за уми людей намагається самоствердитись, більше того — поставити собі на службу і минуле, і майбутнє». Презентизм виходить з того, що сучасне має не просто визначати, а цілеспрямовано детермінувати як минуле (що ми маємо згадувати і зберігати, а що забути), а також і майбутнє (що саме ми будуємо і яку долю прокладаємо людству). Якщо динаміка історичного часу справді створюється напругою, що виникає між пластом набутого досвіду і горизонтом очікувань, то презентизм навпаки самостійно формує для себе комфортне минуле і визначає собі таке ж комфортне майбутнє.
За доби презентизму історична пам'ять набирає все більшої ваги, відтісняючи історію-науку на другий план. Вивчення колективної пам'яті того чи іншого регіону або якоїсь соціальної верстви презентизм намагається піднести до рівня аналога історичної ментальності. Пам'ять, поставлена на службу презентизму, стає способом усвідомити й поширити серед загалу своє регіональне/групове розуміння сучасної доби. За таких умов різні історичні місцини й регіональні герої конструюються й постійно реконструюються відповідно до поточної кон'юнктури, що викликає найрізноманітніші, часом травматичні реакції з боку інших сегментів суспільства. При цьому спільноті нав'язується думка, що саме ось таке «відфільтроване» розуміння історії і є насправді реалізацією ідеї щодо «відповідальності перед пам'яттю поколінь»..
На загал явище презентизму — прагнення дати оцінку подіям минулого з позиції сьогоднішнього дня, одним з найліпших засобів протидії презентизму є контекстуалізація: здатність розуміння минулого у сучасних йому умовах, без подальших кон'юктур.